# Ištuštaya und Papaya
Ištuštaya und Papaya (auch Ešduštaya und Papaya) sind zwei ursprünglich hattische Schicksalsgöttinnen der hethitischen Religion. Sie werden als unterirdische und uralte Göttinnen bezeichnet.
Aufgabe von Ištuštaya und Papaya ist es, mit Spindel und Spinnrocken den Lebensfaden, vor allem den nie endenden Lebensfaden des hethitischen Großkönigs, zu spinnen. Sie legen das Schicksal jedes Menschen im Moment seiner Geburt fest. Die beiden Göttinnen sitzen bei ihrer Arbeit kauernd in einem Wald am Ufer des Schwarzen Meeres.
Ištuštaya und Papaya wurden im hattischen Ritual gemeinsam mit dem unterirdischen Aspekt von Eštan, der Sonnengöttin von Arinna, im ḫešta-Haus verehrt.
Andere hethitische Schicksalsgöttinnen sind die Gulšeš und die ursprünglich hurritischen Ḫudena Ḫudellura.